# Vivaldi (navegador)
Vivaldi es un navegador web freeware desarrollado por Vivaldi Technologies, una compañía fundada por el cofundador y anterior CEO de Opera, Jon Stephenson von Tetzchner. El eslogan del proyecto es Un nuevo navegador para nosotros y nuestros amigos. El navegador está dirigido a los entusiastas de la tecnología, usuarios frecuentes de internet y usuarios previos del navegador Opera, quienes quedaron disgustados por la transición de Presto a Blink, debido a que muchas características nativas de Opera dejaron de funcionar.
Vivaldi está disponible para Windows, macOS, Linux, Android y iOS.

## Historia
Vivaldi comenzó como un sitio web de comunidad virtual que sustituyó a My Opera, cerrado por Opera Software en marzo de 2014. Jon Stephenson von Tetzchner se enfadó por esta decisión porque creía que esta comunidad ayudó a Opera a ser lo que era. Tetzchner entonces lanzó la Vivaldi Community, una comunidad virtual centrada en proporcionar a los usuarios registrados un foro de discusión, servicio de blogs, y numerosos otros servicios web prácticos, para compensar el cierre de My Opera. Más tarde, el 27 de enero de 2015, Vivaldi Technologies lanzó la primera vista previa técnica del navegador web Vivaldi. Su nombre proviene del compositor italiano Antonio Vivaldi, que de acuerdo con uno de sus creadores, es un nombre fácil de recordar y entender en todo el mundo. 
El 27 de enero de 2023, se ha celebrado el día de Vivaldi para conmemorar el octavo aniversario del navegador web.

### Diseño y personalización
Vivaldi tiene una interfaz de usuario minimalista, con iconos y fuentes básicas, y una combinación de colores que cambia según en el fondo y el diseño de la página web que se visita. El navegador también permite a los usuarios personalizar el aspecto de los elementos de interfaz de usuario, tales como color de fondo, tema general, barra de direcciones, posicionamiento de las pestañas y las páginas de inicio. De acuerdo con el gerente general Jon Stephenson von Tetzchner, la personalización de Vivaldi es única y extensa, una gran parte de la forma en que el navegador satisface a los usuarios.

### Utilidad
Vivaldi cuenta con la capacidad de "apilar" y "embaldosar" pestañas, anota páginas web, y añade notas a los marcadores. Además, los usuarios pueden colocar marcadores digitales en una página de "Acceso rápido", y aprovechar los "comandos rápidos" para buscar marcadores, historial de navegación, abrir pestañas y la configuración. Vivaldi se construye alrededor y basados en tecnologías web como HTML5, Node.js, React.js y numerosos módulos de la NGP. A partir de Technical Preview 4, Vivaldi también es compatible con numerosos gestos de ratón para acciones como la conmutación de pestañas y activar el teclado. Vivaldi también puede ajustarse aun "sin bordes de la interfaz de usuario", que ofrece a los usuarios la capacidad de concentrarse en una página sin distracciones. Cabe mencionar que Vivaldi está basado en Chromium, por tanto es compatible con muchas extensiones de la Chrome Web Store, con soporte para Linux en ARM.

### Correo
Tras varios meses de trabajo los desarrolladores de Vivaldi incluyeron a partir de su versión 1.3 un cliente de correo electrónico "M3"  el cual cambió en a principios de 2017 a un cliente basado en Roundcube el cual continúa actualmente. Este correo es creado durante la creación de la cuenta en el registro y permite guardar y sincronizar el historial y los marcadores para acceder desde otra cuenta.
Ahora más fácil de usar con soporte adicional para CalDAV y CardDAV. CalDAV es un estándar abierto para servicios de calendario basados en la Web. Es un protocolo que se utiliza para sincronizar calendarios. CardDAV es un protocolo cliente / servidor diseñado que permite a los usuarios acceder y compartir datos de contacto en un servidor.

### Adiciones futuras
Vivaldi dispone de un servicio llamado "Vivaldi Sync", lo que permitirá a los usuarios sincronizar sus marcadores, historial, contraseñas y la configuración a través de diferentes ordenadores.
Los desarrolladores están planeando lanzar su propia plataforma de extensiones para Vivaldi.
A finales de abril de 2020, se lanzó la versión móvil oficial, hasta entonces en beta, para dispositivos Android.
Con la versión 3.1, Vivaldi presenta un administrador de notas de página completa y menús configurables en el navegador de su computadora.
Con la versión 3.2 se incluye un vídeo Pop-out más completo, con la opción de ser silenciado, así como mejoras y arreglos relacionados con la seguridad.
A partir de ahora podrás ver y silenciar vídeos en una ventana emergente fuera de la página original, tanto en escritorio como en notebooks..
En la nueva actualización para Android se ha ampliado la funcionalidad del bloqueador de rastreadores y anuncios integrado.
Ahora puedes activar y administrar más listas de bloqueo, e incluso añadir tus propias listas personalizadas, con tus preferencias de bloqueo para sitios web específicos.
También se ha añadido más funcionalidad a la barra inferior, para que sea más sencillo utilizar la app con una mano. 
Ahora puedes cambiar entre pestañas normales, privadas, sincronizadas o recientemente cerradas desde la parte inferior de la pantalla.
La versión 3.2 también incluye varias mejoras y arreglos de estabilidad para dispositivos Android, tablets y Chromebooks.
Al final de agosto hay una actualización menor para Vivaldi Android Browser 3.2, que corrige fallas en el inicio e incluye correcciones de seguridad con respaldo del proyecto Chromium.
La versión 3.3 para escritorio y notebook nos trae el modo pausa, un nuevo tema predeterminado para ventanas privadas, resaltado del nombre de dominio y TLD, la posibilidad de hacer clic en partes del URL en la barra de direcciones, y mejoras del bloqueador de anuncios y rastreadores.
El 22 de septiembre de 2020 hay una actualización menor de esta versión para escritorio y notebook, que no se inicia correctamente en determinadas configuraciones regionales, incluye correcciones de seguridad del proyecto Chromium y resuelve varios problemas que se informan con frecuencia con la nueva versión. La última versión para teléfonos móviles ofrece la posibilidad de mover la Barra de direcciones y la Barra de pestañas a la parte inferior o superior de la UI. Además, añade el bloqueo de página completa y está disponible de manera gratuita también para tabletas con Android 5 o superior, Chromebooks, siempre y cuando estén actualizados.
En Vivaldi 3.4 para escritorio y notebooks podrás configurar menús contextuales, elegir si quieres que algunas pestañas se recarguen de forma periódica, guardar capturas de pantalla directamente a una nota, y más. La versión para Android, Chromebooks y tabletas (con Android 5 o superior) podrás disfrutar de un diseño mejorado de los accesos directos, ver y elegir distintos diseños en las páginas de inicio y disfrutar de mejoras generales. La sorpresa de esta nueva versión es Vivaldia, un juego arcade pixel-perfect de estilo runner. Por primera vez, podrás jugar a un auténtico juego ochentero directamente desde tu navegador, tanto en escritorio como en Android. 
Vivaldi 3.5 para escritorio llega el 8 de diciembre con notables mejoras en varios aspectos, se mejora las pestañas y la reproducción multimedia e incluye la opción de compartir URLs con códigos QR.
El 7 de enero hay una segunda actualización menor de esta versión para escritorio y notebook que incluye correcciones de seguridad del proyecto Chromium.
Vivaldi 3.6 para escritorio y notebook lleva las pestañas al segundo nivel, literalmente. El primer navegador que introduce un segundo nivel en la barra de pestañas para administrar grupos de pestañas: pilas de pestañas de dos niveles.
El 19 de febrero hay una segunda actualización menor de esta versión para escritorio y notebook que resuelve una variedad de problemas e incluye correcciones de Chromium desde el principio.
Vivaldi 3.7 es una versión más rápida que ayudará lo usuarios a reducir segundos, incluso minutos de su día y potencialmente horas en un año. Ahora las pestañas del navegador se abren dos veces más rápido. Incluso una nueva ventana se abre ahora un 26% más rápido que antes.
La última actualización también incluye soporte nativo para computadoras Apple que utilizan los nuevos procesadores M1 basados en ARM y aquella del 24 de marzo resuelve un problema de medios común para los usuarios de macOS M1.
El 21 de abril hay otra actualización menor de la versión 3.7 para escritorio, notebook y Android que incluye correcciones de Chromium desde el principio.
La nueva versión Vivaldi 3.8 ofrece alivio de los molestos diálogos de cookies y FLoC de Google, una tecnología de privacidad invasiva. Reconstruye sus paneles y agrega opciones rápidas de marcadores. El 11 de mayo hay una segunda actualización menor de la versión para escritorio, notebook que incluye correcciones de Chromium desde el principio y soluciona un problema con actualizaciones fallidas para algunos usuarios de Windows.
La versión 5.3 de Vivaldi para ordenador de sobremesa y portátil ofrece un control total sobre el diseño de su barra de herramientas con barras de herramientas editables, una nueva opción para restablecer fácilmente la configuración predeterminada del navegador y un motor de búsqueda sincronizable entre dispositivos.
Los aspectos más destacados de Vivaldi 5.7 son que en el escritorio el panel de Windows ampliado le permite administrar pestañas en varias ventanas;
Vivaldi Mail ahora tiene la opción de marcar automáticamente el correo electrónico como leído; los atajos de teclado ahora le permiten crear un atajo para marcar correos electrónicos como spam y otros ajustes finos en todo el navegador.
La versión 5.7 actualizada para dispositivos Android tiene inicio más rápido, incluso con más de 100 pestañas; reproduce audio/video desde cualquier sitio cuando Vivaldi se ejecuta en segundo plano; la reproducción automática de videos está desactivada de manera predeterminada; interfaz de usuario escalable con zoom mejorado;  diálogo de recordatorio para usar Sincronizar y proteger sus datos.
La versión 6.0 actualizada tiene iconos de botones personalizados en temas, espacios de trabajo, arrastra y suelta correos entre carpetas, sistema de verificación en dos pasos para todas las cuentas y un nuevo sistema de reputación para obtener una cuenta de Webmail.
La versión 6.4 de Vivaldi para escritorio y Android se hace pasar por sus competidores para beneficio de sus usuarios, y añade más funcionalidad a los espacios de trabajo y pestañas..